# (529366) 2009 WM1
(529366) 2009 WM1 (também escrito como (529366) 2009 WM1) é um asteroide próximo da Terra, que possui uma magnitude absoluta 20,4 e tem um diâmetro estimado em 280 metros, com uma massa estimada de 2,9 × 1010 kg. Quando o asteroide foi descoberto ele foi brevemente listadas na Escala de Turim com nível 1 e acumulado na Escala de Palermo em -0,87. Ele foi retirado da tabela de risco da Sentry em 26 de junho de 2013. 2009 WM1 passará a 0,0046 UA (690.000 km) da Terra em 23 de novembro de 2059.

## Descoberta
(529366) 2009 WM1 foi descoberto no dia 17 de novembro de 2009, pelo Catalina Sky Survey localizado no Arizona.

## Órbita
A órbita de (529366) 2009 WM1 tem uma excentricidade de 0,16901 e possui um semieixo maior de 1,1804 UA. O seu periélio leva o mesmo a uma distância de 0,98095 UA em relação ao Sol e seu afélio a 1,3799 UA.